# 58-й гвардейский штурмовой авиационный полк
58-й гвардейский штурмовой авиационный Донской Краснознамённый ордена Суворова полк — авиационная воинская часть ВВС РККА штурмовой авиации в Великой Отечественной войне.

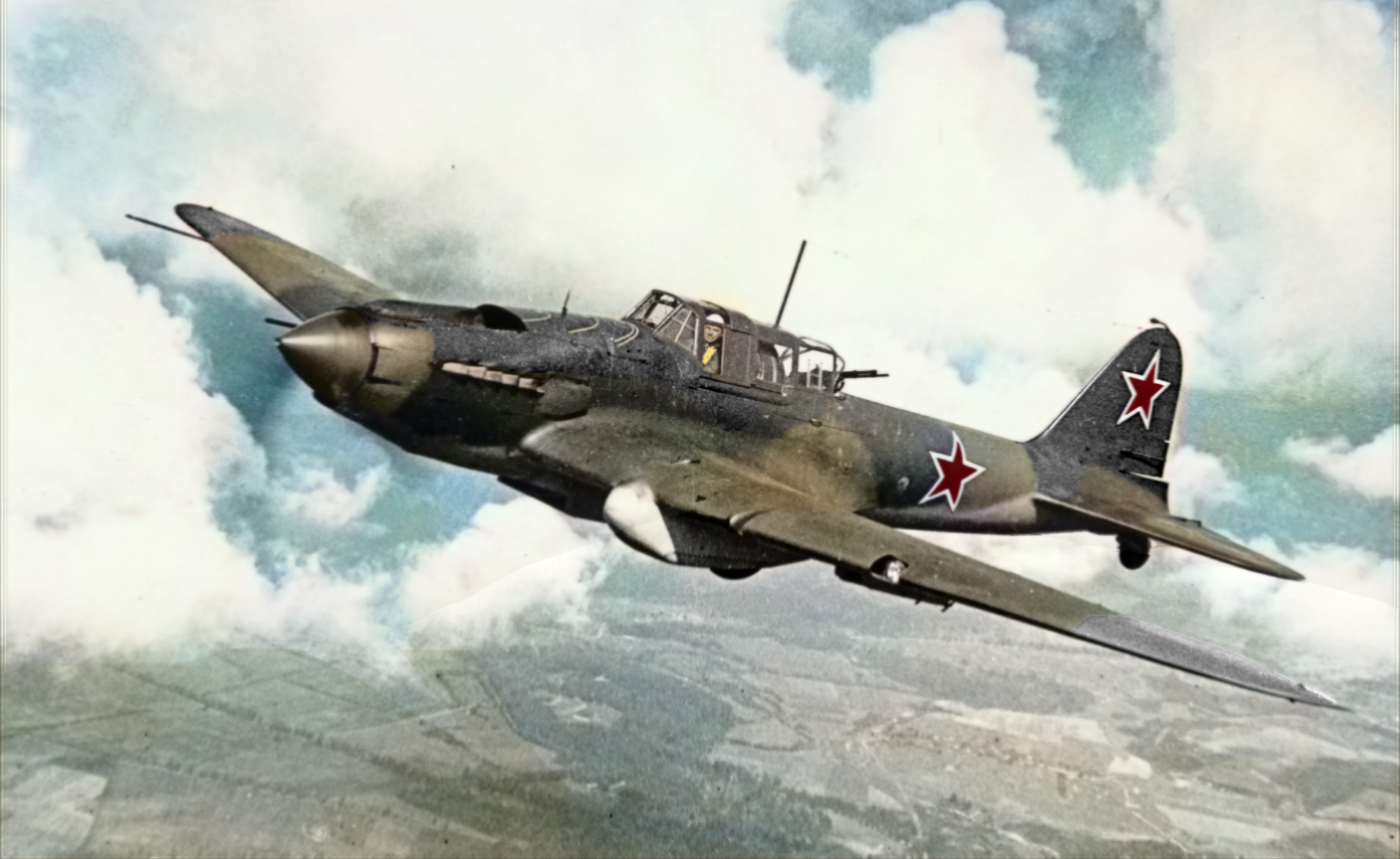
На вооружение полка самолёт Ил-2 поступил в начале сентября 1941 года.

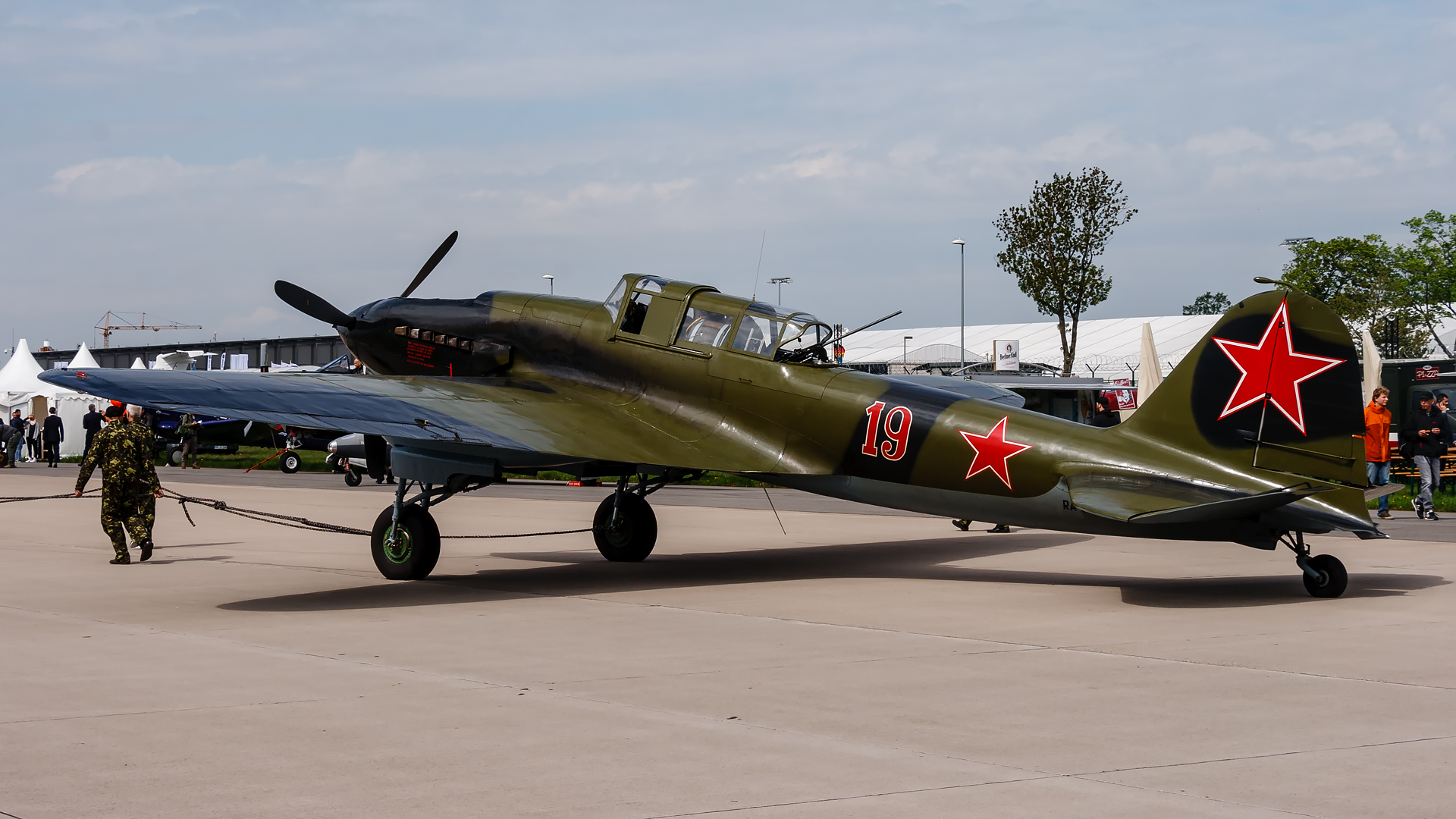
Конструкторы называли разработанный ими штурмовик Ил-2 «летающим танком», пилоты-истребители люфтваффе прозвали его «бетонным самолётом» (нем. Betonflugzeug), солдаты вермахта называли его «чумой» (нем. Schwarzer Tod, дословно: «чёрная смерть»).

## Наименование полка
В различные годы своего существования полк имел наименования:
- 285-й штурмовой авиационный полк[1];
- 58-й гвардейский штурмовой авиационный полк (08.02.1943 г.)[1];
- 58-й гвардейский штурмовой авиационный Донской полк (04.05.1943 г.)[1];
- 58-й гвардейский штурмовой авиационный Донской Краснознамённый полк (02.09.1943 г.)[1];
- 58-й гвардейский штурмовой авиационный Донской Краснознамённый ордена Суворова полк (23.02.1945 г.)[1];
- 635-й гвардейский штурмовой авиационный Донской Краснознамённый ордена Суворова полк (20.02.1949 г.)[1];
- 635-й гвардейский истребительный авиационный Донской Краснознамённый ордена Суворова полк (20.02.1949 г.)[1];
- 635-й гвардейский истребительный авиационный Донской Краснознамённый ордена Суворова полк ПВО (20.02.1949 г.)[1].

## История и боевой путь полка
Полк начал формирование по указанию ГУ ВВС РККА и Командующего ВВС Харьковского военного округа 10 июля 1941 года в составе ВВС Харьковского военного округа как 285-й бомбардировочный авиаполк на самолётах Су-2. С 10 июля по 15 августа полк проходил обучение вблизи города Харькова. 22 августа полк был направлен в Воронеж для освоения самолёта Ил-2 в состав 1-й запасной авиабригады ВВС Орловского военного округа, где переформирован в штурмовой авиаполк.
С 27 сентября полк в составе 14-й авиадивизии ВВС Юго-Западного фронта, затем Южного фронт, с 20 марта 1942 года в составе Маневренной авиагруппы Юго-Западного фронта, на базе которой 25 мая 1942 года Приказом НКО № 0090 от 18 мая 1942 года сформирована 228-я штурмовая авиационная дивизия. За период с 27 сентября по 9 февраля 1943 года полк участвовал в Харьковской операции 1941 года, освобождении Ростова-на-Дону, Барвенково-Лозовской, Харьковской 1942 года и Воронежско-Ворошиловградской операциях, с 11 сентября 1942 года полк принимает участие в Сталинградской битве.
За показанные образцы мужества и героизма 285-й штурмовой авиационный полк Приказом НКО № 63 от 8 февраля 1943 года удостоен гвардейского звания и переименован в 58-й гвардейский штурмовой авиационный полк. За показанные образцы мужества и героизма под Сталинградом 228-я штурмовая авиационная дивизия Приказом НКО СССР 18 марта 1943 года переименована во 2-ю гвардейскую штурмовую авиационную дивизию.
За проявленные мужество и героизм в боях под Сталинградом 58-й гвардейский штурмовой авиационный полк Приказом НКО № 207 от 4 мая 1943 года удостоен почетного наименования «Донской».
В составе дивизии полк в июле и августе 1943 года принимал участие в оборонительном сражении под Курском и в Орловской наступательной операции, а затем — в Черниговско-Припятской наступательной операции. В январе и феврале 1944 года полк участвовал в Калинковичско-Мозырской и Рогачёвско-Жлобинской наступательных операциях. За образцовое выполнение заданий командования на фронте борьбы с немецкими захватчиками и проявленные при этом доблесть и мужество Указом Президиума Верховного Совета СССР от 15 января 1944 года полк награждён орденом «Красного Знамени».
В Белорусской наступательной операции полк выполнял задачи авиационной поддержки войск 1-го Белорусского фронта в ходе прорыва сильно укрепленной обороны противника на бобруйском направлении и разгроме его окружённой группировки в районе Бобруйска. В последующем успешно наносил удары по противнику при освобождении войсками фронта городов Жлобин, Слуцк, Барановичи, Брест, Люблин, Демблин, Луков (Лукув) и Седлец (Седльце). В Варшавско-Познанской наступательной операции полк поддерживал соединения 8-й гвардейской и 61-й армий при прорыве оборонительных рубежей противника и при овладении городом и крепостью Познань. За отличие в боях при овладении городом и крепостью Познань и проявленные при этом доблесть и мужество полк Указом Президиума Верховного Совета СССР от 5 апреля 1945 года награждён орденом «Суворова III степени». Боевой путь полк завершил в Берлинской наступательной операции.
В составе действующей армии полк находился с 8 февраля 1943 года по 9 мая 1945 года.

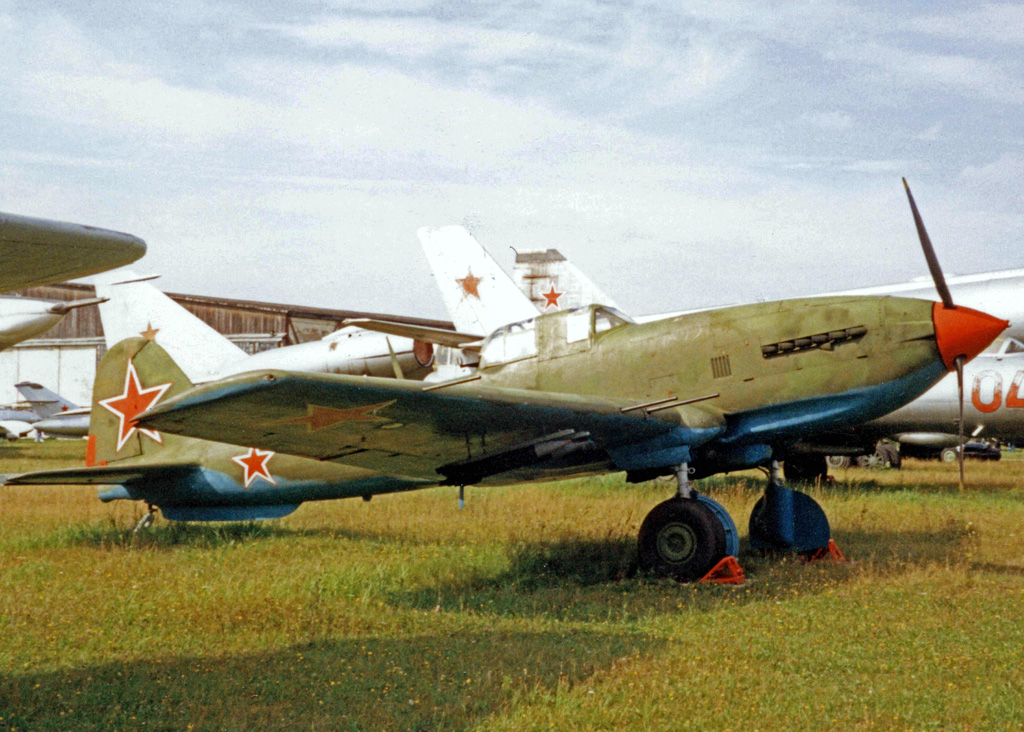
На вооружение полка самолёт Ил-10 начал поступать в 1945 году. На фото Ил-10М в Центральном музее ВВС РФ, Монино.

После войны полк с дивизией выполнял задачи по охране западных рубежей в составе Группы советских оккупационных войск в Германии. В 1945 году полк был перевооружены на самолёты Ил-10. В связи сокращением ВВС в апреле 1947 года расформирован 78-й гвардейский штурмовой авиационный Волжский Краснознаменный полк, а часть личного состава прибыла в состав полка. В феврале 1949 года в соответствии с Директивой Генерального штаба № орг/1/120016 от 10 января 1949 года дивизия и её полки были переименованы. Дивизия стала именоваться 114-я гвардейская штурмовая авиационная Черниговско-Речицкая ордена Ленина Краснознамённая ордена Суворова дивизия, а полк получил наименование 635-й гвардейский штурмовой авиационный полк.
В связи с сокращением штурмовой авиации летом 1956 года полк был перевооружен на самолёты МиГ-15 и вместе с дивизией были передана в состав войск ПВО страны с перебазированием на аэродром Сталино (Донецк). Дивизия была переименована и стала именоваться 161-я гвардейская истребительная авиационная Черниговско-Речицкая ордена Ленина Краснознамённая ордена Суворова дивизия ПВО, полк стал именоваться 635-й гвардейский истребительный авиационный полк ПВО.
В октябре 1956 года в связи с реформой системы ПВО страны дивизия вместе с полками была расформирована в составе Киевской армии ПВО. 635-й гвардейский истребительный авиационный полк ПВО на аэродроме Сталино.

## Командиры полка
- майор Гуща Александр Иосифович, 10.07.1941 — 01.1943
- гвардии майор Коваль Евгений Павлович, 01.1943 — 06.05.1943 г. (не вернулся с боевого задания)
- гвардии майор, подполковник Панфилов Василий Дмитриевич[4], 06.06.1943 — 26.11.1945 (погиб)

## В составе соединений и объединений
| Дата          | Фронт (округ)                                   | Армия                                                  | Дивизия                                                  | Примечания |
| ------------- | ----------------------------------------------- | ------------------------------------------------------ | -------------------------------------------------------- | ---------- |
| 08.02.1943 г. | Донской фронт                                   | 16-я воздушная армия                                   | 228-я штурмовая авиационная дивизия                      |            |
| 15.02.1943 г. | Центральный фронт                               | 16-я воздушная армия                                   | 228-я штурмовая авиационная дивизия                      |            |
| 18.03.1943 г. | Центральный фронт                               | 16-я воздушная армия                                   | 2-я гвардейская штурмовая авиационная дивизия            |            |
| 20.10.1943 г. | Белорусский фронт                               | 16-я воздушная армия                                   | 2-я гвардейская штурмовая авиационная дивизия            |            |
| 24.02.1944 г. | 1-й Белорусский фронт                           | 16-я воздушная армия                                   | 2-я гвардейская штурмовая авиационная дивизия            |            |
| 05.04.1944 г. | Белорусский фронт                               | 16-я воздушная армия                                   | 2-я гвардейская штурмовая авиационная дивизия            |            |
| 16.04.1944 г. | 1-й Белорусский фронт                           | 16-я воздушная армия                                   | 2-я гвардейская штурмовая авиационная дивизия            |            |
| 10.06.1945 г. | Группа советских оккупационных войск в Германии | 16-я воздушная армия 6-й штурмовой авиационный корпус  | 2-я гвардейская штурмовая авиационная дивизия            |            |
| 20.02.1949 г. | Группа советских оккупационных войск в Германии | 24-я воздушная армия 75-й штурмовой авиационный корпус | 114-я гвардейская штурмовая авиационная дивизия          |            |
| 01.08.1956 г. | ПВО страны                                      | Киевская армия ПВО                                     | 161-я гвардейская истребительная авиационная дивизия ПВО |            |

## Участие в операциях и битвах

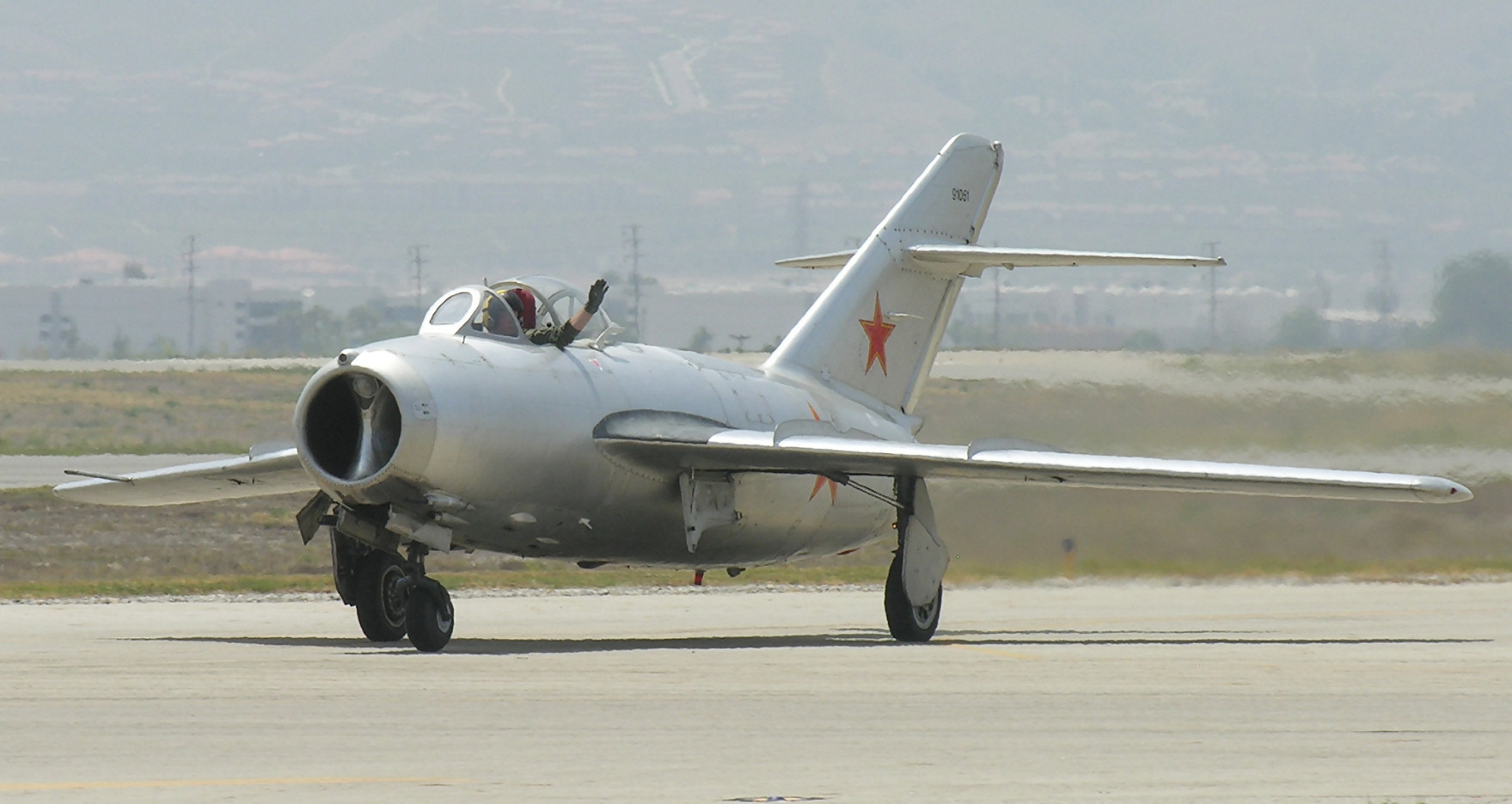
Истребитель МиГ-15 поступил на вооружение полка в 1954 году. На МиГ-15 полк выполнял штурмовые задачи. В 1956 году полк стал истребительным. На фото показан самолёт МиГ-15, принадлежащий частному лицу, Калифорния, 2007 год.

- Воздушная операция ВВС РККА по уничтожению немецкой авиации на аэродромах в мае 1943 года — с 6 мая 1943 года по 8 мая 1943 года.
- Курская битва
  - Орловская операция «Кутузов» — с 12 июля 1943 года по 18 августа 1943 года.
- Битва за Днепр:
  - Черниговско-Припятская операция — с 26 августа 1943 года по 30 сентября 1943 года.
- Гомельско-Речицкая наступательная операция — с 10 ноября 1943 года по 30 ноября 1943 года.
- Калинковичско-Мозырская наступательная операция — с 8 января 1944 года по 30 января 1944 года.
- Рогачёвско-Жлобинская наступательная операция — с 21 февраля 1944 года по 26 февраля 1944 года.
- Белорусская стратегическая наступательная операция (Операция «Багратион»):
  - Бобруйская наступательная операция — с 24 июня 1944 года по 29 июня 1944 года.
  - Минская наступательная операция — с 29 июня 1944 года по 4 июля 1944 года.
  - Люблин-Брестская наступательная операция — с 18 июля 1944 года по 2 августа 1944 года.
  - Сероцкая наступательная операция — с 30 августа 1944 года по 2 ноября 1944 года.
- Висло-Одерская стратегическая наступательная операция
  - Варшавско-Познанская наступательная операция — с 14 января 1945 года по 3 февраля 1945 года.
  - Боевые действия по удержанию и расширению плацдарма в районе Кюстрина — с 3 февраля 1945 года по 30 марта 1945 года.
- Восточно-Померанская стратегическая наступательная операция
  - Арнсвальде-Кольбергская наступательная операция — с 1 марта по 18 марта 1945 года.
  - Альтдамская наступательная операция — с 18 марта 1945 года по 4 апреля 1945 года.
- Берлинская стратегическая наступательная операция
  - Зееловско-Берлинская наступательная операция — с 16 апреля 1945 года по 2 мая 1945 года.
  - Бранденбургско-Ратеновская наступательная операция — с 3 мая по 8 мая 1945 года.

## Почетные наименования
58-й гвардейский штурмовой авиационный полк за проявленные мужество и героизм в боях под Сталинградом Приказом НКО № 207 от 4 мая 1943 года удостоен почетного наименования «Донской».

## Награды
- 58-й гвардейский штурмовой авиационный Донской полк за образцовое выполнение заданий командования на фронте борьбы с немецкими захватчиками и проявленные при этом доблесть и мужество Указом Президиума Верховного Совета СССР от 2 сентября 1943 года награждён орденом Красного Знамени[5].
- 58-й гвардейский штурмовой авиационный Донской Краснознамённый полк за образцовое выполнение заданий командования в боях с немецкими захватчиками при овладении городом и крепостью Познань и проявленные при этом доблесть и мужество Указом Президиума Верховного Совета СССР от 5 апреля 1945 года награждён орденом Суворова III степени[6].

## Отличившиеся воины
- Голубев Виктор Максимович, гвардии майор, штурман 58-го гвардейского штурмового авиационного полка 2-й гвардейской штурмовой авиационной дивизии 16-й воздушной армии Указом Президиума Верховного Совета СССР от 24 августа 1943 года удостоен звания дважды Герой Советского Союза. Золотая Звезда № 2/13.
- Бибишев Иван Фролович, лейтенант, заместитель командира эскадрильи 285-го штурмового авиационного полка 228-й штурмовой авиационной дивизии 16-й воздушной армии Указом Президиума Верховного Совета СССР от 24 августа 1943 года удостоен звания Герой Советского Союза. Посмертно.
- Голубев Виктор Максимович, старший лейтенант, командир звена 285-го штурмового авиационного полка 228-й штурмовой авиационной дивизии 8-й воздушной армии Указом Президиума Верховного Совета СССР от 12 августа 1942 года удостоен звания Герой Советского Союза. Золотая Звезда № 693.
- Богданов Анатолий Сергеевич, гвардии старший лейтенант, командир звена 58-го гвардейского штурмового авиационного полка 2-й гвардейской штурмовой авиационной дивизии 16-й воздушной армии Указом Президиума Верховного Совета СССР от 15 мая 1946 года удостоен звания Герой Советского Союза. Золотая Звезда № 7049.
- Жуков Степан Иванович, гвардии старший лейтенант, заместитель командира эскадрильи 58-го гвардейского штурмового авиационного полка 2-й гвардейской штурмовой авиационной дивизии 16-й воздушной армии Указом Президиума Верховного Совета СССР от 15 мая 1946 года удостоен звания Герой Советского Союза. Золотая Звезда № 7050.
- Киселёв Геннадий Семёнович, гвардии старший лейтенант, заместитель командира эскадрильи 58-го гвардейского штурмового авиационного полка 2-й гвардейской штурмовой авиационной дивизии 16-й воздушной армии Указом Президиума Верховного Совета СССР от 15 мая 1946 года удостоен звания Герой Советского Союза. Золотая Звезда № 7051.
- Науменко Иван Афанасьевич, гвардии старший лейтенант, заместитель командира эскадрильи 58-го гвардейского штурмового авиационного полка 2-й гвардейской штурмовой авиационной дивизии 16-й воздушной армии Указом Президиума Верховного Совета СССР от 4 февраля 1944 года удостоен звания Герой Советского Союза. Золотая Звезда № 3391.
- Поспелов Павел Прохорович, гвардии майор помощник по Воздушно-Стрелковой Службе командира 58-го гвардейского штурмового авиационного полка 2-й гвардейской штурмовой авиационной дивизии 16-й воздушной армии Указом Президиума Верховного Совета СССР от 4 февраля 1944 года удостоен звания Герой Советского Союза. Золотая Звезда № 2822.

## Воины полка, совершившие огненный таран
Огненный таран совершили:
- 18 января 1943 года заместитель командира эскадрильи 285-го штурмового авиационного полка лейтенант Бибишев Иван Фролович. Посмертно 24 августа 1943 года удостоен звания Герой Советского Союза.
- 20 января 1945 года экипаж 58-го гвардейскиого штурмового авиаполка в составе: лётчик младший лейтенант Гурин Николай Петрович и воздушный стрелок младший сержант Арбузов Павел Иванович. Не награждались.

## Благодарности Верховного Главнокомандующего
Воинам полка в составе 2-й гвардейской штурмовой авиадивизии объявлены благодарности Верховного Главнокомандующего:
- За отличие при прорыве сильно укрепленной полосы обороны противника в районе Севска, стремительное наступление и овладение городами Севск, Глухов и Рыльск, вступление на Северную Украину[7].
- За отличие в боях при форсировании реки Десна и за овладение городом Чернигов[8].
- За отличие в боях за овладение городом Речица — крупным узлом коммуникаций и важным опорным пунктом обороны немцев на правом берегу среднего течения Днепра[9].
- За прорыв обороны немцев на бобруйском направлении, юго-западнее города Жлобин и севернее города Рогачев[10].
- За отличие в боях при овладении городом и крупной железнодорожной станцией Бобруйск — важным узлом коммуникаций и мощным опорным пунктом обороны немцев, прикрывающим направления на Минск и Барановичи[11].
- За отличие в боях при овладении городом Барановичи и Барановичским укрепленным районом[12].
- За отличия в боях в наступлении из района Ковеля, при прорыве сильно укрепленной обороны немцев и при продвижении за три дня наступательных боев вперед до 50 километров, при расширении прорыва до 150 километров по фронту, при занятии более 400 населенных пунктов, в том числе крупных населенных пунктов Ратно, Малорыта, Любомль, Опалин и выходе к реке Западный Буг[13].
- За отличие в боях при овладении областным центром Белоруссии городом и крепостью Брест (Брест-Литовск) — оперативно важным железнодорожным узлом и мощным укрепленным районом обороны немцев на варшавском направлении[14].
- За отличие в боях при овладении крепостью Прага — предместьем Варшавы и важным опорным пунктом обороны немцев на восточном берегу Вислы[15].
- За отличие в боях при овладении городом Варшава — важнейшим стратегическим узлом обороны немцев на реке Висла[16].
- За отличие в боях при овладении городами Лодзь, Кутно, Томашув (Томашов), Гостынин и Ленчица[17].
- За отличие в боях при овладении городом и крепостью Познань — стратегически важным узлом обороны немцев на берлинском направлении[18].
- За отличие в боях при овладении городами Франкфурт-на-Одере, Вандлитц, Ораниенбург, Биркенвердер, Геннигсдорф, Панков, Фридрихсфелъде, Карлсхорст, Кепеник и вступление в столицу Германии город Берлин[19].
- За отличие в боях по завершению окружения Берлина и за отличие в боях при овладении городами Науен, Эльшталь, Рорбек, Марквардт[20].
- За отличие в боях при овладении городами Ратенов, Шпандау, Потсдам — важными узлами дорог и мощными опорными пунктами обороны немцев в Центральной Германии[21].
- За отличие в боях при штурме и овладении городом Бранденбург — центром Бранденбургской провинции и мощным опорным пунктом обороны немцев в Центральной Германии[22].
- За отличие в боях при разгроме берлинской группы немецких войск овладением столицы Германии городом Берлин — центром немецкого империализма и очагом немецкой агрессии[23].

## Базирование полка
| Период                  | Место базирования                  |
| ----------------------- | ---------------------------------- |
| 27.09.1941 — 22.10.1941 | Малиновка (Харьковская область)    |
| 22.10.1941 — 17.11.1941 | Троицкое                           |
| 17.11.1941 — 07.12.1941 | Белая Калитва (Ростовская область) |
| 09.12.1941 — 14.12.1941 | Новочеркасск (Ростовская область)  |
| 14.12.1941 — 18.01.1942 | Николаевка                         |
| 18.01.1942 — 12.02.1942 | Варваровка                         |